# Escala de Quigley
L'escala de Quigley és un sistema visual descriptiu de classificació fenotípica que utilitza set classes de genitals, entre «totalment masculinitzats» i «totalment feminitzats». Va ser proposat per l'endocrinòleg pediàtric Charmian A. Quigley et al. el 1995. És similar a la funció de l'escala de Prader i s'utilitza per descriure genitals en casos de síndrome d'insensibilitat als andrògens (AIS), inclosa la síndrome d'insensibilitat total als andrògens (CAIS), síndrome d'insensibilitat parcial als andrògens (PAIS), i síndrome d'insensibilitat lleu als andrògens (MAIS).

## Representació esquemàtica

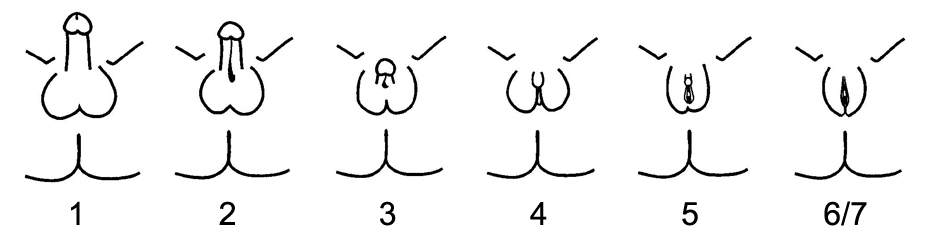

## Graus

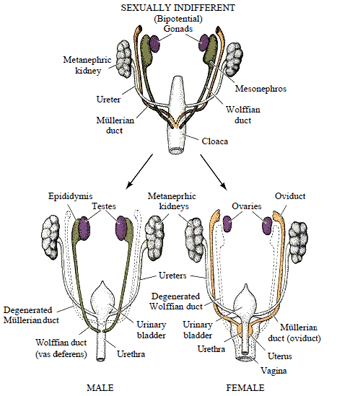
Diferenciació sexual: l'embrió humà té conductes sexuals accessoris indiferents fins a la setena setmana de desenvolupament

Els sis primers graus de l'escala (graus 1 - 6), es diferencien pel grau de masculinització genital. Quigley descriu l'escala com una de «severitat» o «masculinització defectuosa». El grau 1 s'indica quan els genitals externs estan totalment masculinitzats i corresponen a una síndrome d'insensibilitat lleu als andrògens (MAIS). Els graus 6 i 7 s'indiquen quan els genitals externs estan totalment feminitzats, que corresponen a la síndrome d'insensibilitat total als andrògens (CAIS).
Els graus de 2 a 5 graus de l'escala de Quigley quantifiquen quatre graus de genitals cada vegada més feminitzats o menys masculinitzats que corresponen a la síndrome d'insensibilitat parcial als andrògens (PAIS).
El grau 7 és indistingible del grau 6 fins a la pubertat, i es diferencia posteriorment per la presència de pèl terminal secundari (pèl púbic). El grau 6 s'indica quan hi ha presència de pèl púbic, mentre que el grau 7 s'indica quan està absent.

## Controvèrsia
Mentre que l'escala s'ha definit com un sistema de qualificació per a genitals feminitzats o no-masculinitzats, el concepte que els òrgans atípics són necessàriament anormals és impugnat. Un document d'opinió del Centre Nacional d'Assessorament Biomèdic de Suïssa aconsella que les variacions «no freqüents» de les normes sexuals no siguin patològiques o requereixin tractament mèdic. De la mateixa manera, un informe del Comitè del Senat australià sobre esterilització forçosa va determinar que «pel que fa als genitals convencionals o normals, especialment per a les dones, planteja preguntes preocupants», incloent preferències influïdes per l'especialitat de metges i gènere. En un document publicat el 2015 sobre «Drets humans i persones intersexuals», el comissari dels drets humans del Consell d'Europa va recomanar una revisió de la classificació mèdica que patologitzava les variacions de les característiques sexuals.

## Conceptes relacionats
Existeixen nombroses escales clíniques i sistemes de mesurament per definir els genitals com a masculins o femenins (normals o anormals) incloent l'orquidòmetre, l'escala de Prader i el satíric Phall-O-Meter.